# Нижнекатуховское сельское поселение
Нижнекатуховское сельское поселение — муниципальное образование в составе Новоусманского района Воронежской области.
Административный центр — село Нижняя Катуховка.

## Административное деление
- село Нижняя Катуховка
- село Трудолюбовка